# Collégiale Sainte-Julienne de Mosbach
La collégiale Sainte-Julienne est une église simultanée située à Mosbach dans l'arrondissement de Neckar-Odenwald, Land de Bade-Wurtemberg. La communauté protestante l'appelle collégiale, la communauté catholique église Sainte-Julienne.

## Histoire
Selon une thèse probable mais non historiquement étayée, l'abbaye de Mosbach a été fondée en 736 par Pirmin dans le cadre de la principauté épiscopale de Constance. Le monastère bénédictin est mentionné pour la première fois en 825. Quatre monastères bénédictins sont chargés par l'autorité centrale franconienne (les Carolingiens) de développer la zone forestière inhabitée de l'Odenwald : l'abbaye de Lorsch à l'ouest, l'abbaye de Fulda au nord, l'abbaye d'Amorbach à l'est et l'abbaye de Mosbach au sud. En 976, l'empereur Otto II remet l'abbaye de Mosbach à la principauté épiscopale de Worms. Entre 1000 et 1025, l'évêque Burchard de Worms la convertit dans une collégiale. Les chanoines servent d'abord dans l'ancienne église du monastère.
Le plus ancien document mentionnant l'église date de 1277. En 1295 on fait des plans d'expansion. En 1297, des reliquaires de l'église paroissiale de Neckarelz sont amenées dans l'église abbatiale de Mosbach. À partir de 1370, la collégiale est construite en plusieurs phases sur les fondations de l'église abbatiale. Le chœur date probablement de la fin du XIVe siècle. Parmi les deux clochers prévus à l'origine, seul celui du sud est construit. L'église est de style gothique et est dédiée à Julienne de Nicomédie. La nef est construite à l'époque du comte palatin Otto Ier de Palatinat-Mosbach au début du XVe siècle et est prolongée sous Otto II en 1468 sur l'actuelle place du marché. L'église est dotée d'un caractère basilical. À l'intérieur, un jubé séparait le chœur de la nef réservée exclusivement aux chanoines.
La Réforme protestante est officiellement introduite en 1556, luthérienne puis réformée (ou calviniste). De 1576 à 1583, la ville est de nouveau temporairement luthérienne. Dès la première période de la Réforme, en 1564, le monastère est aboli. À Mosbach, la confession réformée prévaut. La propriété du monastère est confiée à l’Église réformée et placée sous l’administration d’un monastère encore existant.
Au nord de l'église se trouvent les bâtiments conventuels, reliés à l'église par un passage souterrain découvert en 1967. Au sud-ouest de l'église se trouvait au Moyen Âge le vieux cimetière du centre-ville. Après 1520, un nouveau cimetière est créé à Gutleutanlage, à l'extérieur des murs de la ville. L'ancien cimetière devient la place du marché. L'église Sainte-Cécile, autrefois située dans le cimetière, est fermée au cours de la Réforme et détruite en 1557-1558 pour faire place à l'hôtel de ville de Mosbach.

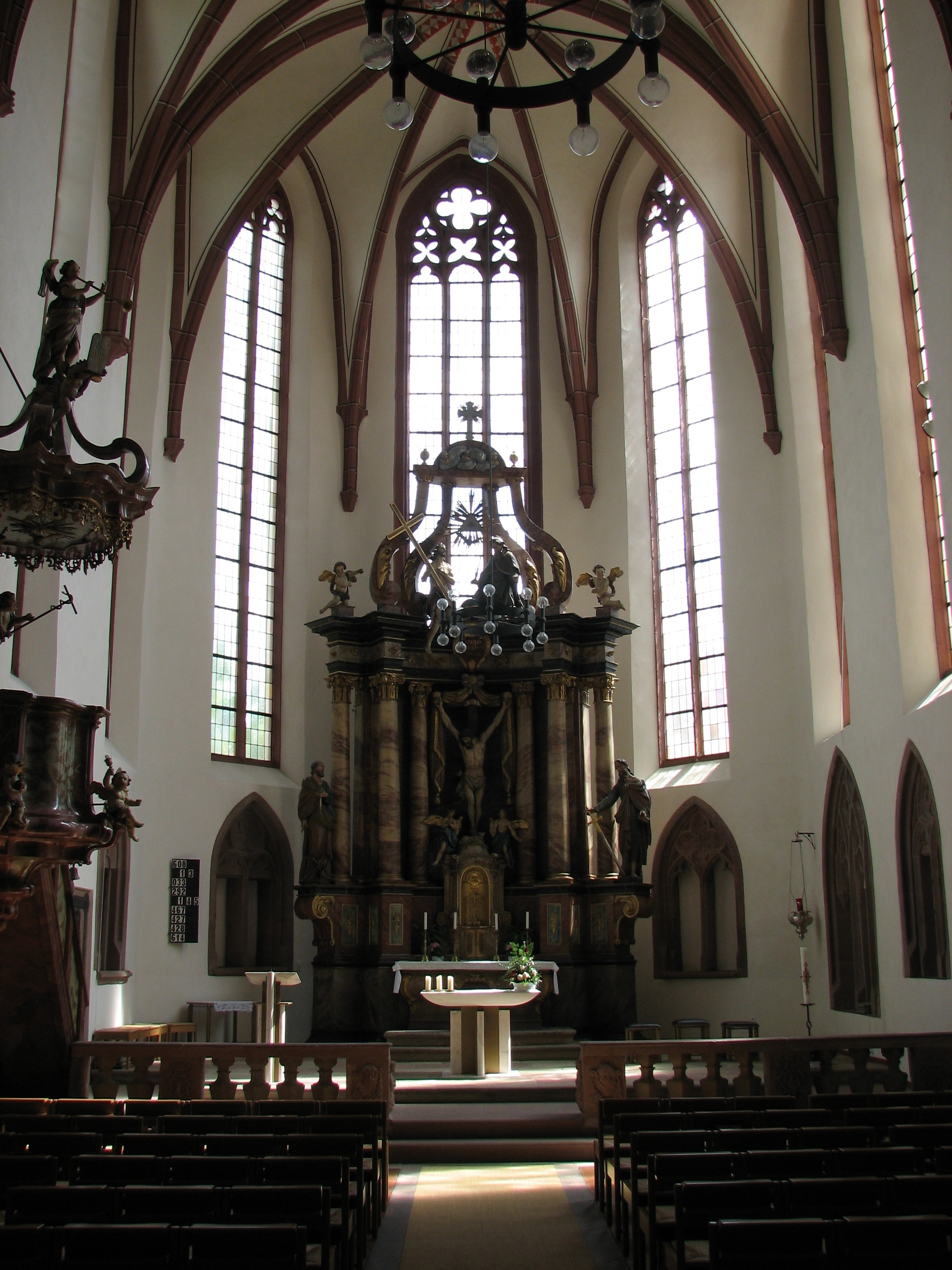
Vue de l'intérieur de la collégiale Sainte-Julienne.

En 1685, l'électeur catholique Jean-Guillaume de Neubourg-Wittelsbach autorise le culte religieux dans toutes les confessions. Le traité de Ryswick en 1697 établit l'égalité religieuse. Dans les villages du Palatinat qui n'ont qu'une seule église, celle-ci devient une église simultanée. Mais comme le conflit entre les confessions persiste, l'électeur décide en 1705 que toutes les églises simultanées doivent être divisées par un mur.
En 1686, un monastère franciscain est fondé à Mosbach, notamment à la demande du dernier écoutète Johann Michael Speicher. Les pères exercent le ministère paroissial catholique jusqu'en 1688, puis le diocèse de Wurtzbourg envoient ses prêtres. Jusqu'à l'introduction de l'église simultanée, la communauté catholique utilise la chapelle du monastère, puis l'église Sainte-Julienne avec la communauté réformée. Bien qu'une église de monastère soit achevée en 1698, elle reste réservée aux franciscains, de sorte que l'église Sainte-Julienne continue à être utilisée simultanément et divisée à la suite de la déclaration de 1708. Le chœur de la collégiale est donnée aux catholiques et séparée de la nef réservée aux protestants par un mur. Les protestants reçoivent également le clocher du côté catholique avec des cloches à partir de 1580. Les cloches sonnent cependant aux services catholiques. Il y a des disputes sur la séparation à cause de l'orgue. L'instrument est du côté protestant, le soufflet du catholique. Après le règlement du différend, on construit du côté protestant au XIXe siècle, un orgue de chœur contre le jubé. Le sud-est de l'église adjacente à la cour est également divisé entre les confessions.
Alors que dans la plupart des autres églises simultanées, le mur a disparu, il existe encore aujourd'hui. À l'occasion du 300e anniversaire de la séparation en 2007, une ouverture du mur de séparation est convenue entre la communauté protestante et la communauté catholique. Le mur est percé et des portes et des marches sont installées, reliant à présent la partie protestante à la partie catholique qui est légèrement plus haute. Le 27 juillet 2008, les portes entre les deux parties de l'église sont ouvertes pour la première fois.
La collégiale est aujourd'hui la principale église de la paroisse protestante de Mosbach, qui relève de l'Église protestante du Pays de Bade. L'église Sainte-Julienne est une église fille de la paroisse catholique Sainte-Cécile de Mosbach.

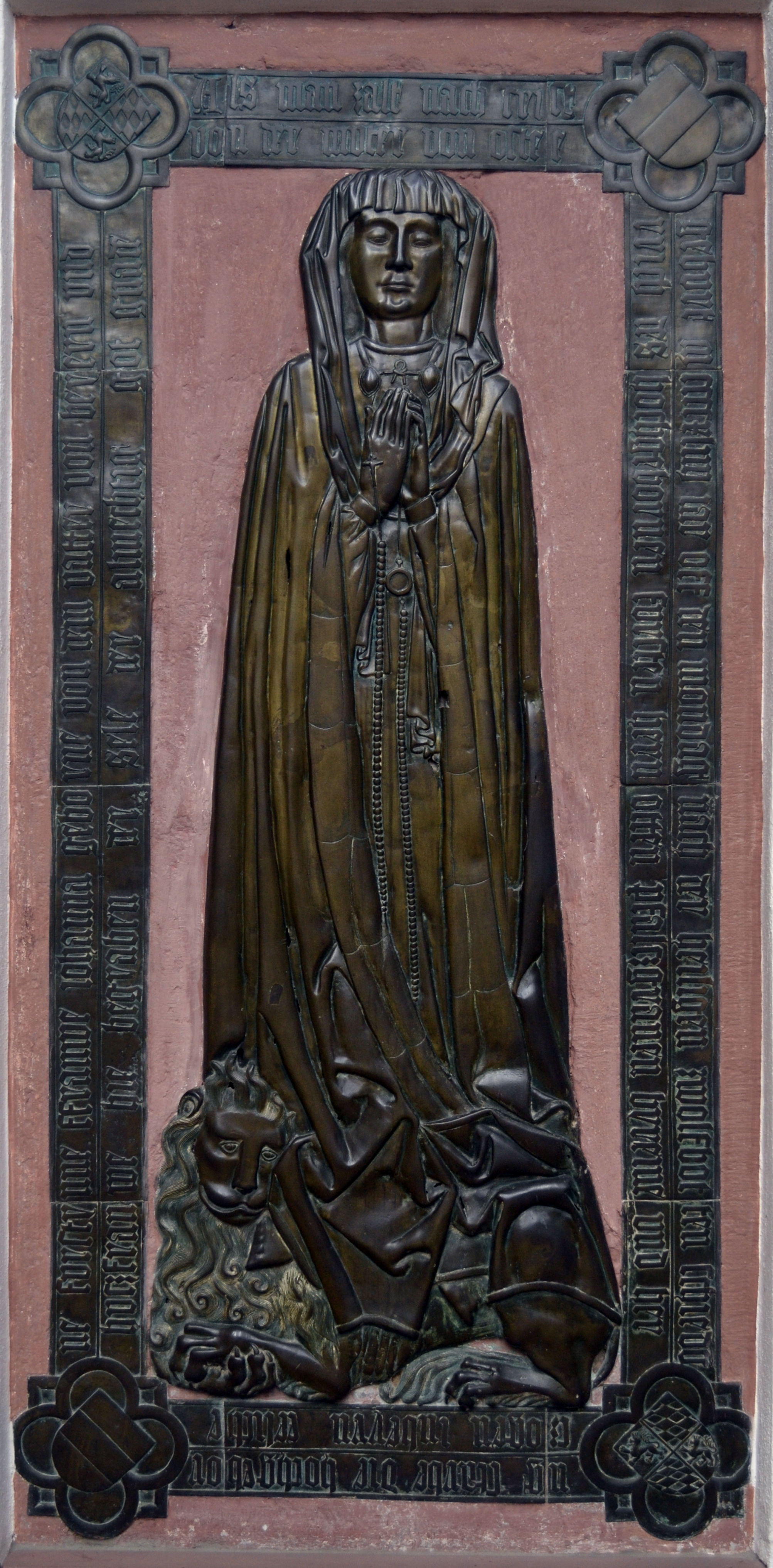
Pierre tombale de la Comtesse Johanna von Beieren-Landshut (décédée en 1444).

## Architecture
La partie église catholique de Sainte-Julienne se compose de l'ancien chœur gothique étendu de l'ouest par des chapelles latérales. Celui-ci est subdivisé en quatre travées auxquelles une voûte croisée est adjacente à l'est. La chœur  abrite un autel baroque de 1732, ainsi que la pierre tombale de la comtesse palatine Johanna von Beieren-Landshut, épouse d'Otto Ier de Palatinat-Mosbach. Les autres trésors artistiques de la partie catholique comprennent également une chaire richement décorée, des autels baroques et des bijoux historiques dans les chapelles latérales.
La partie protestante est formée par la nef à trois galeries de 1468 et le clocher de l'église. La galerie centrale est traversée par quatre empiècements transversaux rectangulaires. se trouvent notamment le jubé et la chaire en pierre gothique datant de 1468. Plusieurs dalles funéraires historiques découvertes lors de rénovations sont placées dans l'église.
En 1958, des fresques dans la nef sont découvertes et restaurées. Une fresque sur le mur nord montre la mission des disciples. Le Christ et neuf des douze disciples qui l’entourent sont préservés. La commande de baptême ainsi que des parties du credo sont écrites en allemand, une grande rareté à l'époque. Une autre fresque sur le mur nord, probablement une longue série d’images de la vie de Jésus, n’a survécu que par fragments.